# Bastien Khermouche
Bastien Khermouche (en arabe : باستيان خرموش), né le 10 novembre 1993 à L'Haÿ-les-Roses, est un handballeur Français,. Évoluant au poste de Pivot, il est international algérien depuis 2022 et a à ce titre participé à plusieurs compétitions internationales.

## Palmarès

### En équipe nationale d'Algérie
Championnats du monde
- 31e place au Championnat du monde 2023 ( Pologne/ Suède)
- 30e au Championnat du monde 2025 ( Croatie/ Danemark/ Norvège)

Championnats d'Afrique
- 5e place au Championnat d'Afrique 2022 ( Égypte)
- Médaille d'argent au Championnat d'Afrique  2024 ( Égypte)

Jeux méditerranéens
- 6e place aux Jeux méditerranéens 2022 ( Algérie)